# Mezinárodní neurochemická společnost
Mezinárodní neurochemická společnost (International Society for Neurochemistry, ISN) je profesní sdružení neurochemiků a neurologů z celého světa.

## Historie
Myšlenka na vznik mezinárodní společnosti vznikla již v 50. letech 20. století, kdy se začalo věnovat více pozornosti neurochemii.  V roce 1962 navrhli Jordi Folch Pi a Heinrich Waelesch vznik Prozatímního organizačního výboru takovéto společnosti. Výbor nakonec vznikl v roce 1963 a byl složen z nejuznávanějších vědců v oblasti z celého světa. Předběžné stanovy byly vypracovány v roce 1965 a dokončeny v roce 1967 jako stanovy ISN. Při vzniku měla společnost 226 členů.